# Улица Зои Космодемьянской (Астрахань)
У́лица Зо́и Космодемья́нской — улица в центральной части Астрахани. Начинается от Волжской напротив церкви Иоанна Златоуста и идёт с запада на восток параллельно Каналу имени Варвация. Пересекает улицу Бэра, Тамбовский переулок, улицы Мусы Джалиля, Кирова, Мечникова, Дарвина и Псковскую и заканчивается у набережной 1 Мая.
Улица проходит через исторический район «этнических» слобод — Татарской (Махалля), Персидской, Армянской, Немецкой и других. Преимущественно застроена малоэтажными зданиями дореволюционного периода, в том числе памятниками архитектуры и храмами разных конфессий, представители которой живут или ранее жили в соответствующих кварталах.

## История
До 1837 года улица называлась 3-й Армянской, затем получила название Петропавловская. В 1920 году была переименована вновь и стала называться улицей Суханова, в 1936 году переименована в Элистинскую. Это название сохранялось до 1944 года, когда улица получила своё современное название в честь Зои Анатольевны Космодемьянской. В 1957 году к улице Зои Космодемьянской присоединена Минская улица, ранее называвшаяся 2-й Бело-Мечетной и 3-й Татарской.

## Застройка
- дом 41/15/34 —  памятник архитектуры Белая мечеть (1809‒1810 гг.)
- дом 48/22 —  памятник архитектуры Чёрная мечеть (Кара-мячет) Татарского общества (середина XIX в.)
- дом 74/43-45/25 —  памятник архитектуры Усадьба Н. Сергеева (построена в 1830-е или 1840-е годы, перестроена в 1887 г.)
- дом 71/69 —  памятник архитектуры Мечеть Вагабия
- дом 107/17/100 —  памятник архитектуры Астраханская кирха (церковь евангелическо-лютеранская во имя Иисуса, построена в 1888‒1892 гг., перестроена в жилой дом в 1940‒1941 гг.)
- дом 135 —  памятник архитектуры Усадьба (вторая половина XIX в.)

## Транспорт
По улице Зои Космодемьянской движения общественного транспорта нет, ближайшие к ней остановки маршрутных такси расположены на поперечных улицах — «Детская поликлиника» на Кирова, «Мост» на Псковской и т. д.

## Галерея

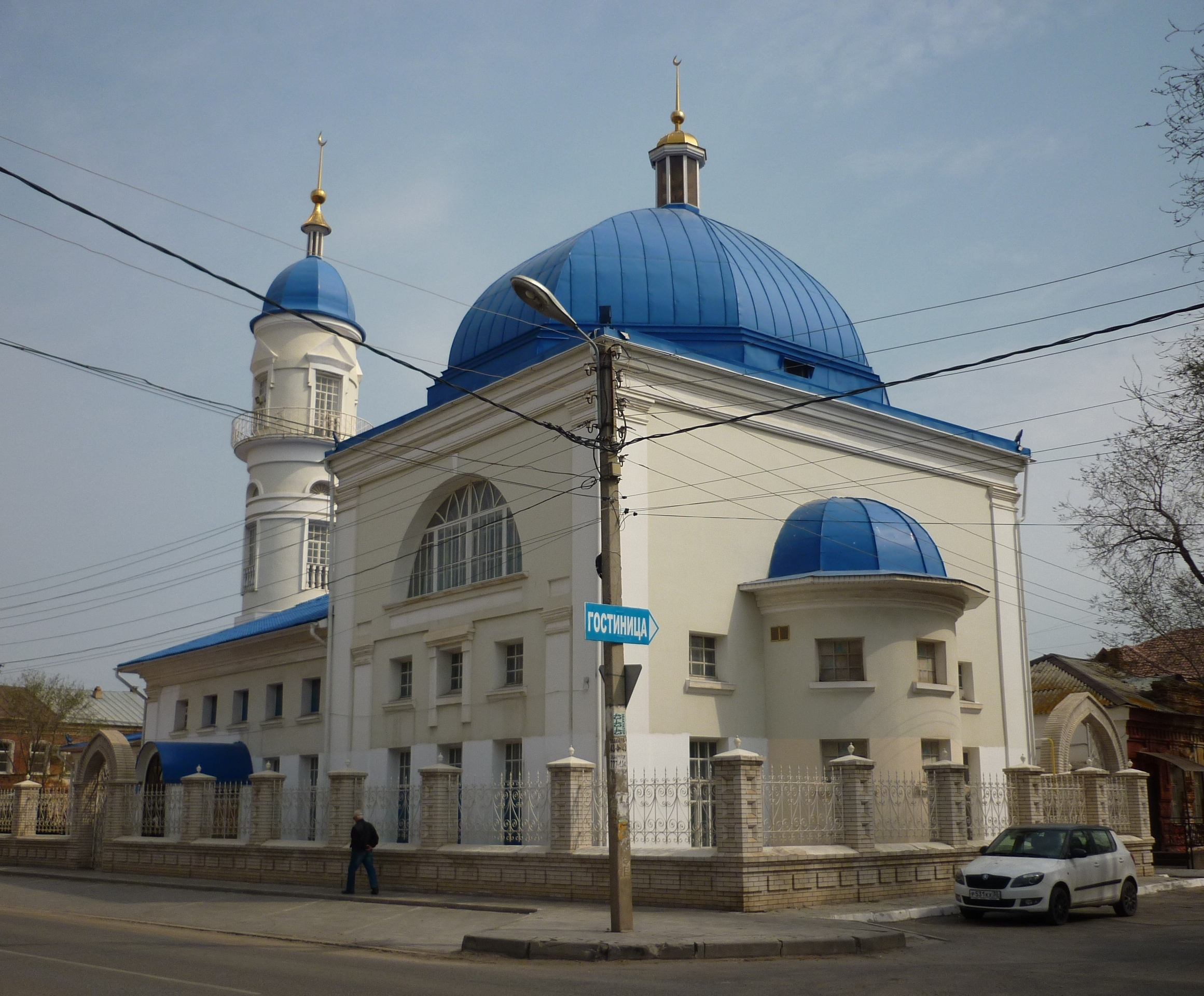
Белая мечеть
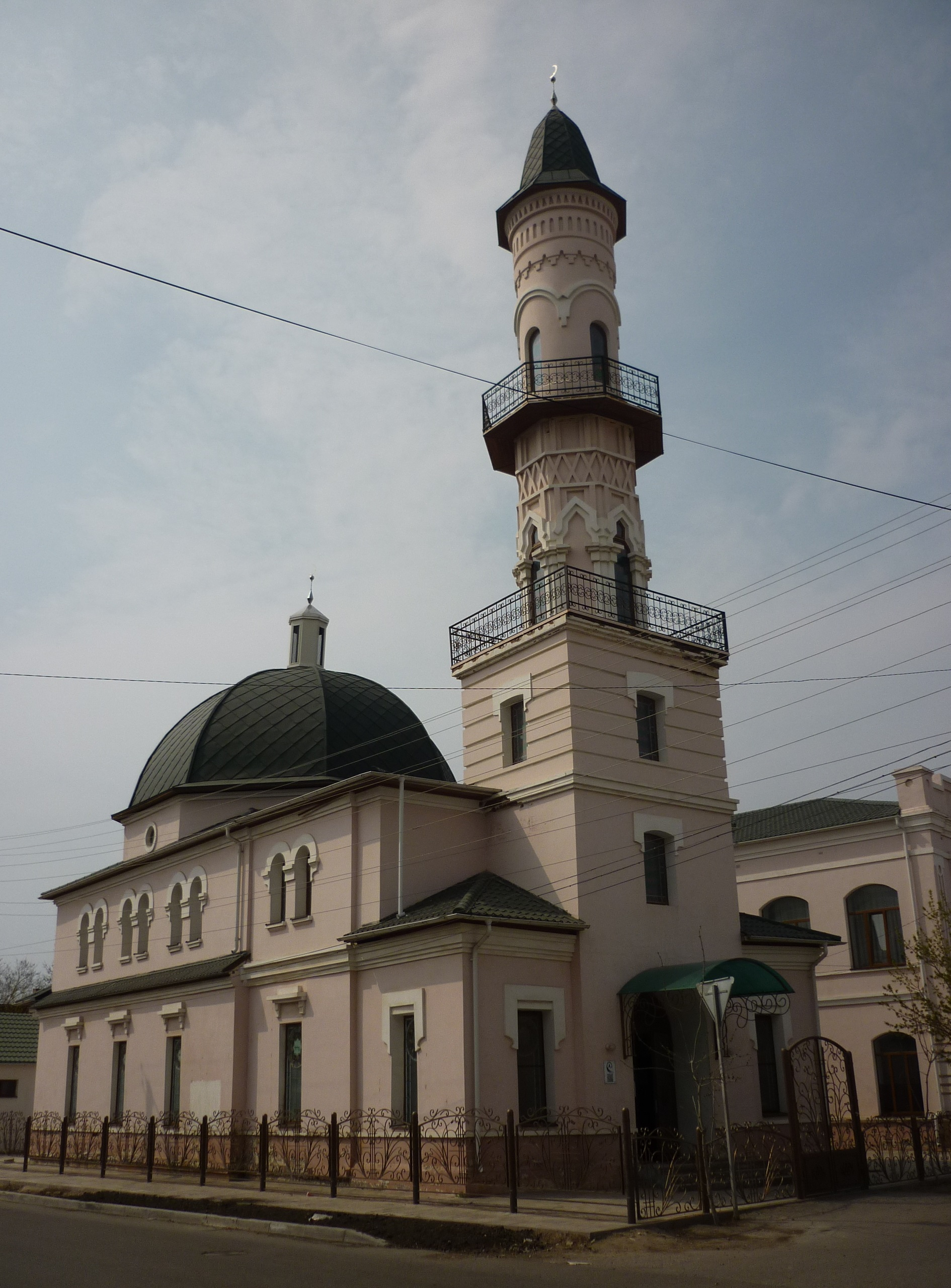
Черная мечеть
Мечеть Вагабия
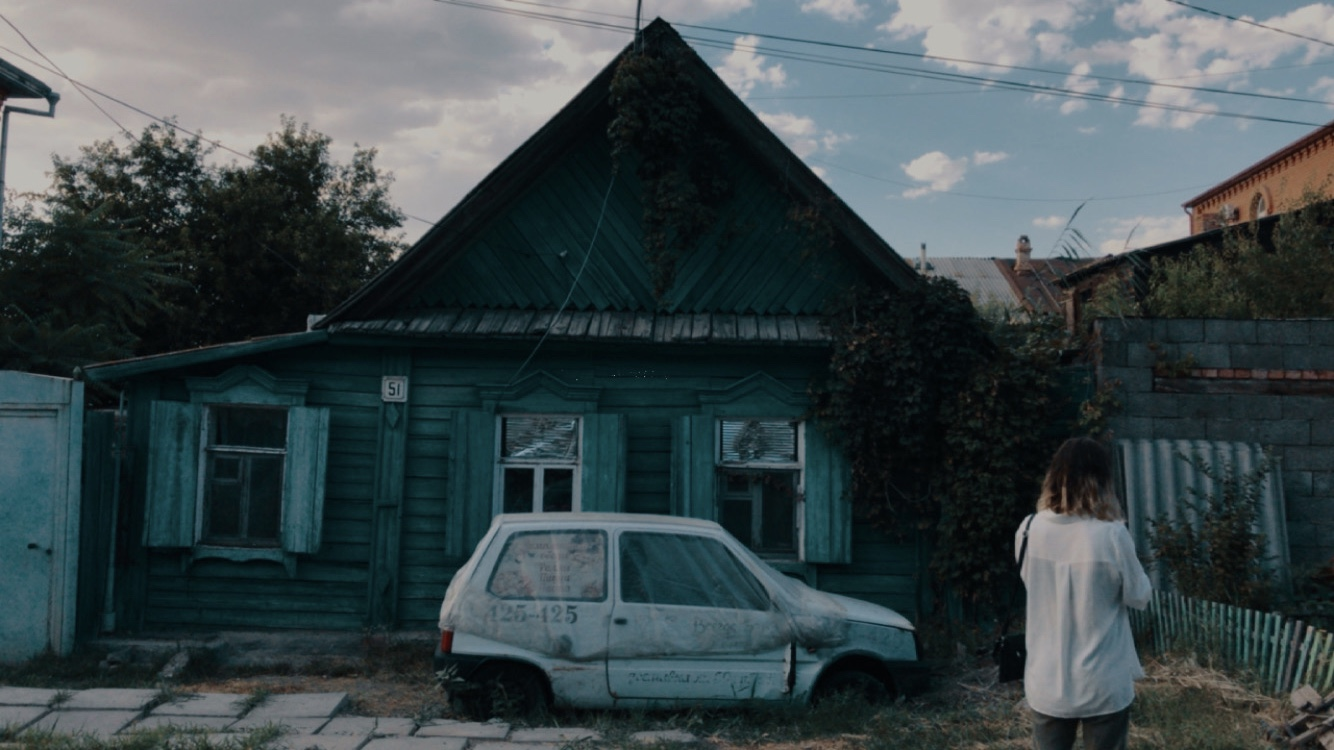
Дом № 51
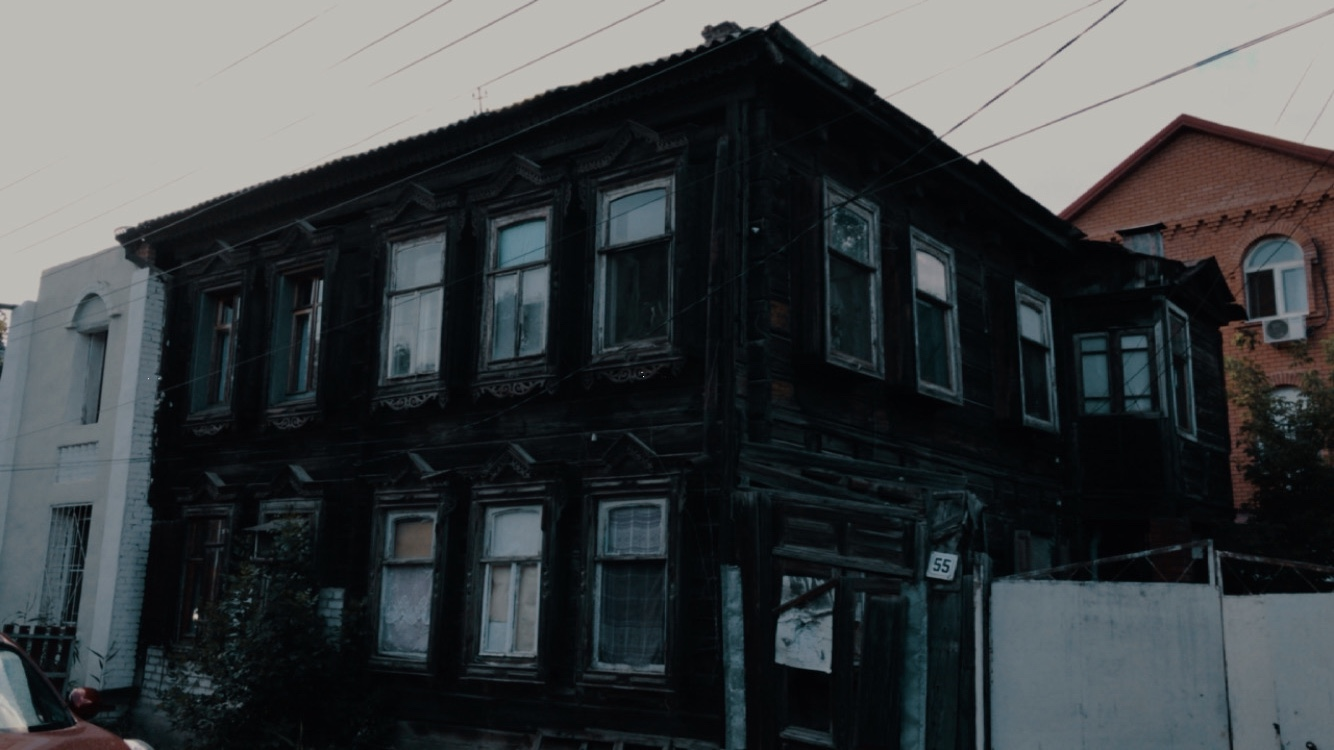
Дома №№ 53-55